# Station Púchov
Het treinstation van Púchov is het centraal station in de gelijknamige Slowaakse gemeente Púchov.

## Ligging
Het station is gelegen aan de Trenčianska, op een wandelafstand van 10 à 15 minuten van het centrum der gemeente, aan gene oever van de Váh.
De lijn Bratislava - Žilina passeert er, en daar ligt ook het beginpunt van lijn 125 naar  Horní Lideč in Tsjechië.

## Modernisering

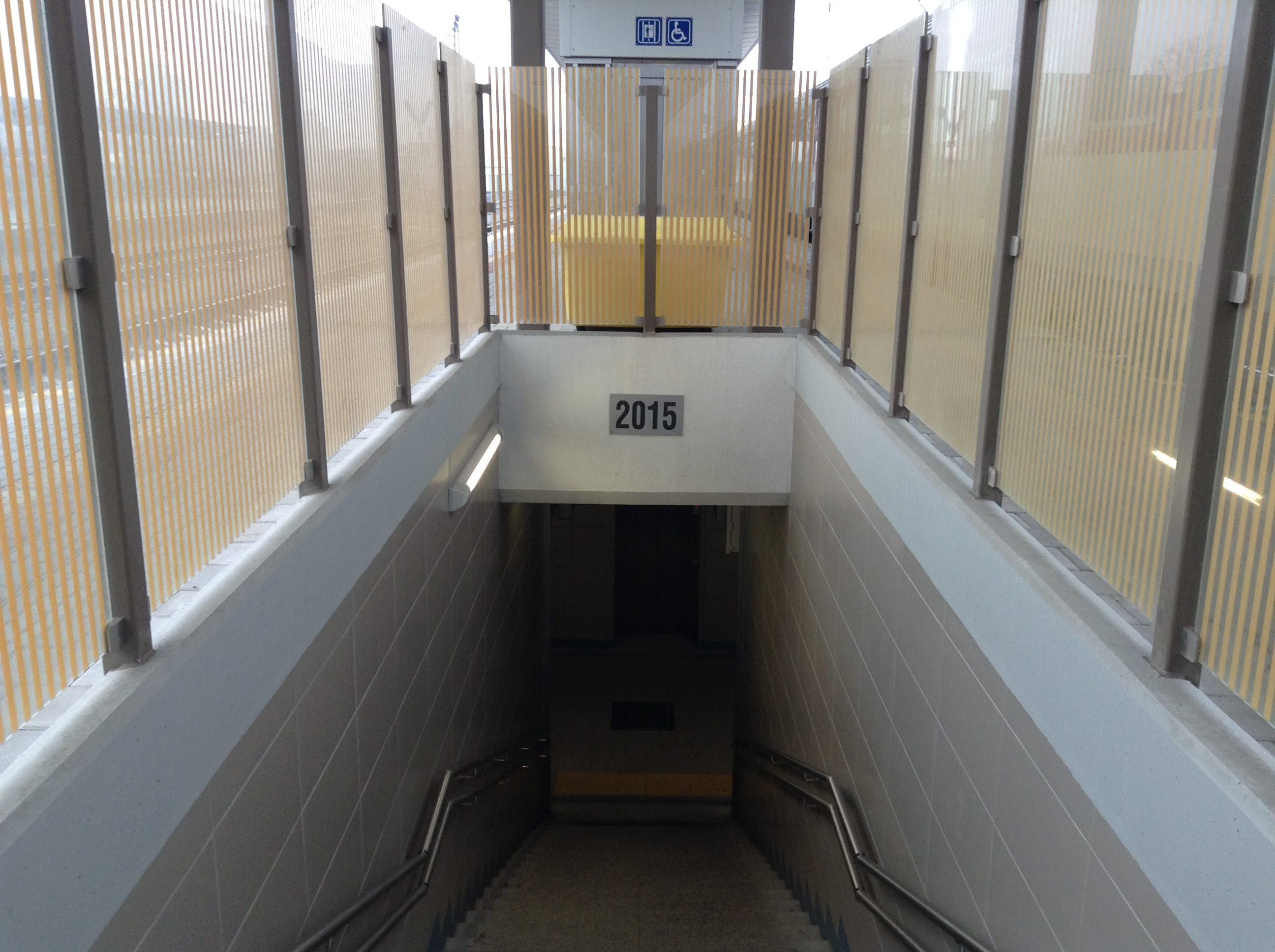
Vernieuwde onderdoorgang.

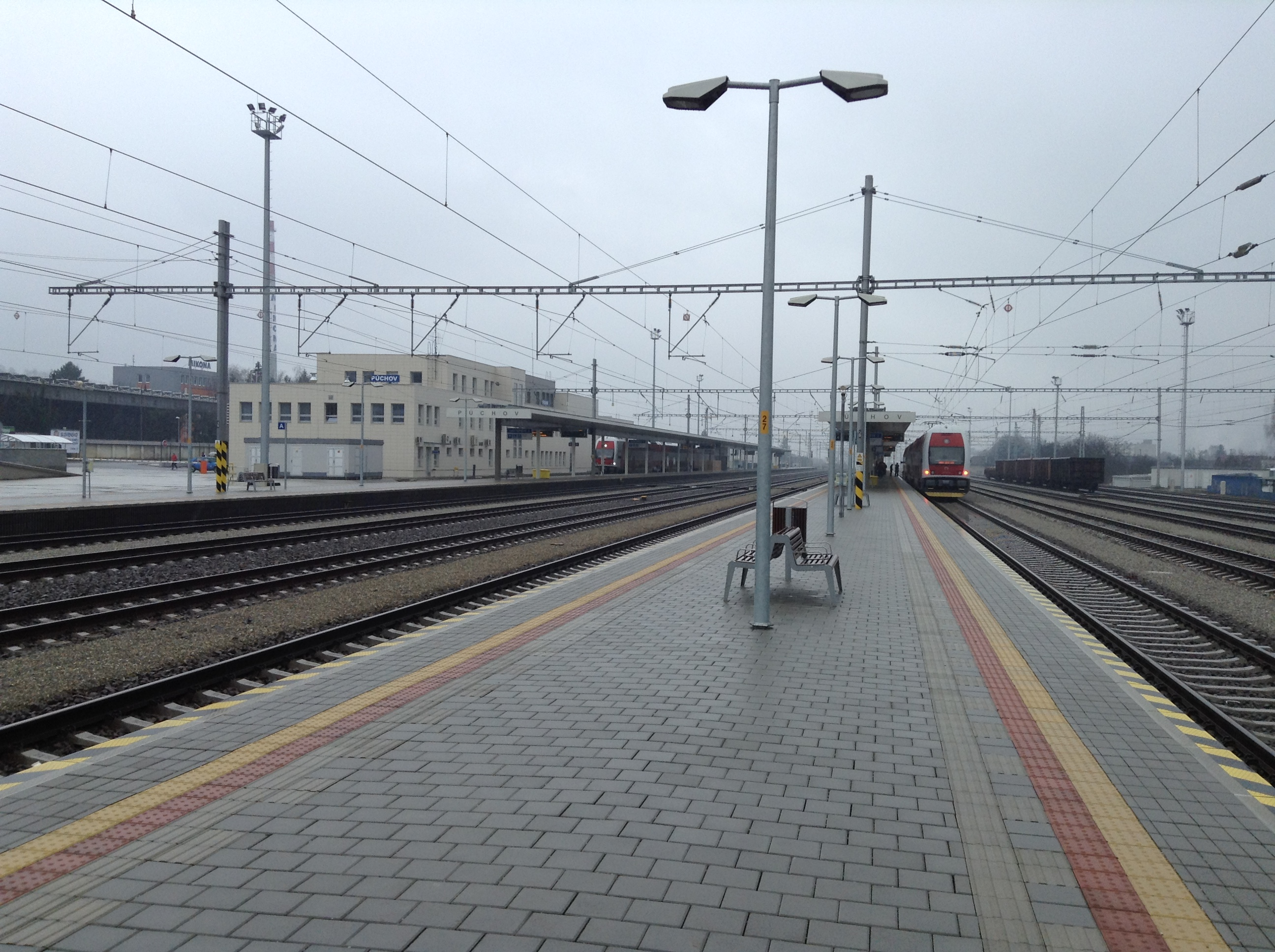
Zicht op de perrons.

Vanaf 2014 werd een modernisering van de lijn Bratislava - Košice gepland. Gelijktijdig vond een grootschalige renovatie van het station plaats, zo onder meer: de constructie van een volledig nieuw ontvangstgebouw inclusief perrons en de aanpassing van de reeds bestaande onderdoorgang.

## Elektrificatie
Het spoor Horní Lideč - Púchov - Žilina is sedert 1960 geëlektrificeerd met 3 kV gelijkspanning en het traject naar Bratislava is sinds 1988 uitgerust met een wisselspanningsysteem. Na de modernisering moeten alle sporen van de verbinding Bratislava - Žilina - Košice geëlektrificeerd zijn met een wisselspanning van 25 kV.

## Lijnen
| Afstands- punt | Lijn                   | Opmerkingen               |
| -------------- | ---------------------- | ------------------------- |
| 158,257        | Lijn 120               | 158,257 km van Bratislava |
| 0,000          | Lijn 125 naar Tsjechië | Oorsprong van de lijn     |

## Andere stations
Bevens het station Púchov, zijn er in de gemeente nog andere stations:
- Púchov závody
- Púchov zastávka (vertaald: "halte")

Beide zijn gelegen op lijn 125 (Púchov – Horní Lideč).